# Apolemichthys guezei
Apolemichthys guezei là một loài cá biển thuộc chi Apolemichthys trong họ Cá bướm gai. Loài này được mô tả lần đầu tiên vào năm 1978.

## Từ nguyên
Từ định danh của loài được đặt theo tên của Paul Guézé, người đã thu thập toàn bộ các mẫu vật và cung cấp cho các tác giả.

## Phạm vi phân bố và môi trường sống
A. guezei là một loài đặc hữu của Réunion ở Ấn Độ Dương. Loài này sống gần các rạn đá ngầm ở độ sâu khá lớn, phổ biến trong khoảng từ 60 đến 80 m, nhưng cũng đã được ghi nhận ở độ sâu đến 90 m.

## Mô tả
A. guezei có chiều dài cơ thể tối đa được ghi nhận là 15 cm. Đầu có màu nâu tím sẫm, thân trước màu vàng nâu, trở nên sẫm nâu về phía thân sau với các chấm vàng trên vảy. Vây lưng và vây hậu môn có màu nâu vàng ở trước, chuyển thành nâu sẫm ở phía sau, có viền màu xanh lam óng ở rìa và một dải đen cận rìa. Vây đuôi gần như đen với dải viền màu xanh lam óng ở rìa. Vây ngực có các tia màu vàng, màng vây trong suốt. Vây bụng màu vàng.
Số gai ở vây lưng: 14; Số tia vây ở vây lưng: 17; Số gai ở vây hậu môn: 3; Số tia vây ở vây hậu môn: 18–19; Số tia vây ở vây ngực: 17; Số gai ở vây bụng: 1; Số tia vây ở vây bụng: 5.

### Trích dẫn
- "Holacanthus guezei, a new angelfish from Reunion" (PDF). Bulletin du Muséum national d'Histoire naturelle. Quyển 3 số 514. 1981. tr. 297–303. {{Chú thích tạp chí}}: Đã bỏ qua tham số không rõ |authors= (trợ giúp)